# 老婦人隕石
老婦人隕石是在加利福尼亞州發現的隕石中最大的，並且是在美國第二大的隕石。它是在1975年晚期在加州的老婦人山被發現的。它長38英寸（970）、高34英寸（860）、寬30英寸（760）。這顆隕石大部分的成分是鐵，但也包含一些鎳（6%），以及少量的鉻、鈷、磷、和硫。
在1978年至1980年，它被放在史密松寧協會展示，現在被安置在加利福尼亞州巴斯托的沙漠發現中心。它原本的重量是6,070英磅（2,750），但有942英磅（427）已經被科學中心取樣供作研究之用。美國海軍陸戰隊使用直升機和貨網協助將這顆隕石從山上運出來。

## 外部連結
- Wilderness.net
- www.meteorite.com: The Old Woman Meteorite Finds a Home

Template:Meteorites by name
34°34′50.33″N 115°13′39.1″W / 34.5806472°N 115.227528°W